# Liste der Staatsoberhäupter 1918
Übersicht
◄◄ | ◄ | 1914 | 1915 | 1916 | 1917 | Liste der Staatsoberhäupter 1918 | 1919 | 1920 | 1921 | 1922 | ► | ►►

Weitere Ereignisse

## Afrika
- Ägypten (1914–1936 britisches Protektorat)
  - Staatsoberhaupt: Sultan Fu'ād I. (1917–1936) (ab 1922 König)
  - Regierungschef: Ministerpräsident Hussein Rushdi Pascha (1914–1919)
  - Britischer Hochkommissar: Reginald Wingate (1917–1919)

- Äthiopien
  - Staats- und Regierungschef: Kaiserin Zauditu (1916–1930)
    - Regent: Ras Tafari Makonnen (1916–1930) (1930–1974 Kaiser)

- Liberia
  - Staats- und Regierungschef: Präsident Daniel E. Howard (1912–1920)

- Südafrika
  - Staatsoberhaupt: König Georg V. (1910–1936)
    - Generalgouverneur: Sydney Buxton, 1. Viscount Buxton (1914–1920)

  - Regierungschef: Ministerpräsident Louis Botha (1910–1919) (1907–1910 Ministerpräsident von Transvaal)

## Amerika

### Nordamerika
- Kanada
  - Staatsoberhaupt: König Georg V. (1910–1936)
    - Generalgouverneur: Victor Cavendish, 9. Duke of Devonshire (1916–1921)

  - Regierungschef: Premierminister Robert Borden (1911–1920)

- Mexiko
  - Staats- und Regierungschef: Präsident Venustiano Carranza (1914, 1915–1920)

- Neufundland
  - Staatsoberhaupt: König Georg V. (1910–1936)
    - Gouverneur: Charles Alexander Harris (1917–1922)

  - Regierungschef: Premierminister William Frederick Lloyd (1917–1919) (bis 1918 kommissarisch)

- Vereinigte Staaten von Amerika
  - Staats- und Regierungschef: Präsident Woodrow Wilson (1913–1921)

### Mittelamerika
- Costa Rica
  - Staats- und Regierungschef: Präsident Federico Alberto Tinoco Granados (1917–1919)

- Dominikanische Republik (1916–1924 von den USA besetzt)
  - Staats- und Regierungschef:
    - Militärgouverneur Harry Shepard Knapp (1916–18. November 1918)
    - Militärgouverneur Ben H. Fuller (18. November 1918–1919)

- El Salvador
  - Staats- und Regierungschef:
    - Präsident Carlos Meléndez (1913–1914, 1915–21. Dezember 1918)
    - Präsident Alfonso Quiñónez Molina (1914–1915, 21. Dezember 1918–1919, 1923–1927)

- Guatemala
  - Staats- und Regierungschef: Präsident Manuel José Estrada Cabrera (1898–1920)

- Haiti (1915–1934 von den USA besetzt)
  - Staats- und Regierungschef: Präsident Philippe Sudré Dartiguenave (1915–1922)

- Honduras
  - Staats- und Regierungschef: Präsident Francisco Bertrand (1911–1912, 1913–1919)

- Kuba
  - Staats- und Regierungschef: Präsident Mario García Menocal (1913–1921)

- Nicaragua
  - Staats- und Regierungschef: Präsident Emiliano Chamorro Vargas (1917–1921, 1926–1929)

- Panama
  - Staats- und Regierungschef:
    - Präsident Ramón Maximiliano Valdés (1916–3. Juni 1918)
    - Präsident Ciro Luis Urriola (3. Juni 1918–1. Oktober 1918) (kommissarisch)
    - Präsident Pedro Antonio Díaz (1. Oktober 1918–12. Oktober 1918) (kommissarisch)
    - Präsident Belisario Porras Barahona (1912–1916, 12. Oktober 1918–1920, 1920–1924)

### Südamerika
- Argentinien
  - Staats- und Regierungschef: Präsident Hipólito Yrigoyen (1916–1922, 1928–1930)

- Bolivien
  - Staats- und Regierungschef: Präsident José Gutiérrez Guerra (1917–1920)

- Brasilien
  - Staats- und Regierungschef:
    - Präsident Venceslau Brás (1914–15. November 1918)
    - Präsident Delfim Moreira da Costa Ribeiro (15. November 1918–1919) (kommissarisch)

- Chile
  - Staats- und Regierungschef: Präsident Juan Luis Sanfuentes (1915–1920)

- Ecuador
  - Staats- und Regierungschef: Präsident Alfredo Baquerizo Moreno (1912, 1916–1920, 1931–1932)

- Kolumbien
  - Staats- und Regierungschef:
    - Präsident José Vicente Concha (1914–7. August 1918)
    - Präsident Marco Fidel Suárez (7. August 1918–1922)

- Paraguay
  - Staats- und Regierungschef: Präsident Manuel Franco (1916–1919)

- Peru
  - Staatsoberhaupt: Präsident José Pardo y Barreda (1904–1908, 1915–1919) (1903–1904 Ministerpräsident)
  - Regierungschef:
    - Ministerpräsident Francisco Tudela y Varela (1917–18. Dezember 1918)
    - Ministerpräsident Germán Arenas Zuñiga (18. Dezember 1918–1919, 1931–1932)

- Uruguay
  - Staats- und Regierungschef: Präsident Feliciano Viera (1915–1919)

- Venezuela
  - Staats- und Regierungschef: Präsident Victorino Márquez Bustillos (1914–1922) (kommissarisch)

## Asien

### Ost-, Süd- und Südostasien
- Bhutan
  - Herrscher: König Ugyen Wangchuk (1907–1926)

- China
  - Staatsoberhaupt:
    - Präsident Feng Kuo-chang (1917–10. Oktober 1918)
    - Präsident Xu Shichang (10. Oktober 1918–1922)

  - Regierungschef:
    - Premier des StaatsratsWang Shizhen (1917–20. Februar 1918)
    - Premier des Staatsrats Qian Nengxun (20. Februar–23. März 1918)
    - Premier des Staatsrats Duan Qirui (23. März–10. Oktober 1918)
    - (amtierend) Qian Nengxun (10. Oktober 1918–1919)

- Britisch-Indien
  - Kaiser: Georg V. (1910–1936)
  - Vizekönig: Frederic Thesiger (1916–1921)

- Japan
  - Staatsoberhaupt: Kaiser Yoshihito (1912–1926)
  - Regierungschef:
    - Ministerpräsident Terauchi Masatake (1916–29. September 1918)
    - Ministerpräsident Hara Takashi (29. September 1918–1921)

- Nepal
  - Staatsoberhaupt: König Tribhuvan (1911–1955)
  - Regierungschef: Ministerpräsident Chandra Shamsher Jang Bahadur Rana (1901–1929)

- Siam (heute: Thailand)
  - Herrscher: König Vajiravudh (1910–1925)

### Vorderasien
- Aserbaidschan (umstritten)
  - Demokratische Republik Aserbaidschan
    - Staatsoberhaupt: Präsident Məhəmməd Əmin Rəsulzadə (1918–1920)
    - Regierungschef: Ministerpräsident Fätälikhan Hoylu (1918–1920)

  - Kommune von Baku
    - Staatsoberhaupt: Vorsitzender des Rats der Volksbeauftragten Stepan Schahumjan (1918)

- Persien (heute: Iran)
  - Staatsoberhaupt: Schah Ahmad Schah Kadschar (1909–1925)
  - Regierungschef:
    - Ministerpräsident Abdol Madschid Mirza Eyn-al-Dowleh (1917–Januar 1918)
    - Ministerpräsident Hassan Mostofi al Mamalek (Januar–Mai 1918)
    - Ministerpräsident Samsam-os Saltaneh (Mai–5. August 1918)
    - Ministerpräsident Hassan Vosough al Dowleh (5. August 1918–1920)

- Georgien (umstritten)
  - Regierungschef: Ministerpräsident Noe Schordania (24. Juni 1918–1921)

- Jemen
  - Herrscher: Iman Yahya bin Muhammad (1918–1948)

### Zentralasien
- Afghanistan
  - Herrscher: Emir Habibullah Khan (1901–1919)

- Mongolei (umstritten)
  - Staatsoberhaupt: Bogd Khan (1911–1924)
  - Regierungschef: Ministerpräsident Sain Nojon Khan Shirindambyn Namnansüren (1912–1919)

- Tibet (umstritten)
  - Herrscher: Dalai Lama Thubten Gyatso (1913–1933)

## Australien und Ozeanien
- Australien
  - Staatsoberhaupt: König Georg V. (1910–1936)
  - Generalgouverneur: Viscount Ronald Munro-Ferguson (1914–1920)
  - Regierungschef: Premierminister Billy Hughes (1915–1923)

- Neuseeland
  - Staatsoberhaupt: König Georg V. (1910–1936)
  - Generalgouverneur: Earl Arthur Foljambe (1912–1920)
  - Regierungschef: Premierminister William Massey (1912–1925)

## Europa
- Albanien (1916–1918 besetzt)
  - Staats- und Regierungschef: Vorsitzender der provisorischen Regierung Turhan Pascha Përmeti (28. Dezember 1918–1920) (1914 Ministerpräsident)

- Andorra
  - Co-Fürsten:
    - Staatspräsident von Frankreich: Raymond Poincaré (1913–1920)
    - Bischof von Urgell: Juan Benlloch y Vivó (1907–1919)

- Belgien (1914–1918 von Deutschland besetzt)
  - Staatsoberhaupt: König Albert I. (1909–1934)
  - Regierungschef:
    - Ministerpräsident Charles Baron de Broqueville (1911–31. Mai 1918, 1932–1934) (1914–1918 im Exil)
    - Ministerpräsident Gerhard Cooreman (31. Mai 1918–21. November 1918)
    - Ministerpräsident Léon Delacroix (21. November 1918–1920)

- Bulgarien
  - Staatsoberhaupt:
    - Zar Ferdinand I. (1887–3. Oktober 1918) (bis 1908 Fürst)
    - Zar Boris III. (3. Oktober 1918–1943)

  - Regierungschef:
    - Ministerpräsident Wassil Radoslawow (1886–1887, 1913–21. Juni 1918)
    - Ministerpräsident Aleksandar Malinow (1908–1911, 21. Juni 1918–28. November 1918, 1931)
    - Ministerpräsident Teodor Teodorow (28. November 1918–1919)

- Dänemark
  - Staatsoberhaupt: König Christian X. (1912–1947) (1918–1944 König von Island)
  - Regierungschef: Ministerpräsident Carl Theodor Zahle (1909–1910, 1913–1920)

- Deutsches Reich
  - Kaiser: Wilhelm II. (1888–1918)
    - Reichskanzler: Georg Graf von Hertling (1917–1918)
      - Reichskanzler: Prinz Max von Baden (3. Oktober 1918 – 9. November 1918)

  - Anhalt
    - Herzog: Friedrich II. (1904–1918)
    - Herzog: Eduard (21. April 1918 – 13. September 1918)
    - Herzog: Joachim Ernst (13. September 1918 – 12. November 1918)
      - Vormund: Prinz Aribert von Anhalt (13. September 1918 – 12. November 1918)
      - Staatsminister: Ernst von Laue (1910–1918)

  - Baden
    - Großherzog: Friedrich II. (1907–1918)
      - Staatsminister: Heinrich Freiherr von und zu Bodman (1917–1918)

  - Bayern
    - König: Ludwig III. (1913–1918)
      - Vorsitzender im Ministerrat: Otto Ritter von Dandl (1917–1918)

  - Braunschweig
    - Herzog: Ernst August (1913–1918)

  - Bremen
    - Bürgermeister: Hermann Hildebrand (1918)

  - Reichsland Elsaß-Lothringen (am 11. November erklärte sich das Land für unabhängig)
    - Kaiserlicher Statthalter: Johann von Dallwitz (1914–1918)
    - Kaiserlicher Statthalter: Rudolf Schwander (Oktober 1918 – November 1918)
      - Staatssekretär des Ministeriums für Elsaß-Lothringen: Georg Freiherr von Tschammer und Quaritz (1916–1918)
      - Staatssekretär des Ministeriums für Elsaß-Lothringen: Karl Hauss (Oktober 1918 – November 1918)

    - Präsident des Elsass-Lothringischen Nationalrats: Eugen Ricklin (November 1918)
    - Präsident des Elsass-Lothringischen Nationalrats: Nicolaus Delsor (Ende November 1918 bis zur Aufhebung im Januar 1919)

  - Hamburg
    - Erster Bürgermeister: Werner von Melle (1915) (1918)

  - Hessen-Darmstadt
    - Großherzog: Ernst Ludwig (1892–1918)
      - Präsident des Gesamtministeriums: Carl von Ewald (1906–1918)

  - Lippe
    - Fürst: Leopold IV. (1905–1918)

  - Lübeck
    - Bürgermeister: Emil Ferdinand Fehling (1917–1920)

  - Mecklenburg-Schwerin
    - Großherzog: Friedrich Franz IV. (1897–1918)
      - Staatsminister: Adolf Langfeld (1914–1918)

  - Mecklenburg-Strelitz
    - Großherzog: Adolf Friedrich VI. (1914–23. November 1918)
    - Verweser: Friedrich Franz IV. von Mecklenburg-Schwerin (27. Februar 1918 – 14. November 1918) (1897–1918 Großherzog von Mecklenburg-Schwerin)
      - Staatsminister: Heinrich Bossart (1908–1918)

  - Oldenburg
    - Großherzog: Friedrich August II. (1900–1918)
      - Staatsminister: Franz Friedrich Ruhstrat (1916–1918)

  - Preußen
    - König: Wilhelm II. (1888–1918)
      - Ministerpräsident: Georg Michaelis (14. Juli 1917 – 1. November 1917)
      - Ministerpräsident: Georg Graf von Hertling (1917–1918)
      - Ministerpräsident: Prinz Max von Baden (3. Oktober 1918 – 9. November 1918)

  - Reuß ältere Linie
    - Fürst: Heinrich XXIV. (1902–1918)
      - Regent: Heinrich XXVII. (Reuß jüngere Linie) (1908–1918)

  - Reuß jüngere Linie
    - Fürst: Heinrich XXVII. (Reuß jüngere Linie) (1913–1918)

  - Sachsen
    - König: Friedrich August III. (1904–1918)
      - Vorsitzender des Gesamtministeriums: Heinrich Gustav Beck (1914– 26. Oktober 1918)
      - Vorsitzender des Gesamtministeriums: Rudolf Heinze (26. Oktober 1918 – 13. November 1918)

  - Sachsen-Altenburg
    - Herzog: Ernst II. (1908–1918)

  - Sachsen-Coburg und Gotha
    - Herzog: Carl Eduard (1900–1918)
      - Staatsminister: Hans Barthold von Bassewitz (1914–1918)

  - Sachsen-Meiningen
    - Herzog: Bernhard III. (1914–1918)

  - Sachsen-Weimar-Eisenach
    - Großherzog: Wilhelm Ernst (1901–1918)

  - Schaumburg-Lippe
    - Fürst: Adolf II. (1911–1918)
      - Staatsminister Friedrich von Feilitzsch (1898–1918)

  - Schwarzburg-Rudolstadt
    - Fürst: Günther Victor (1890–1918)

  - Schwarzburg-Sondershausen (ab 1909 in Personalunion mit Schwarzburg-Rudolstadt)
    - Fürst: Günther Victor (1909–1918)

  - Waldeck und Pyrmont (seit 1968 durch Preußen verwaltet)
    - Fürst: Friedrich (1893–1918)
    - Preußischer Landesdirektor: Wilhelm von Redern (1914–1918)

  - Württemberg
    - König: Wilhelm II. (1891–1918)
      - Präsident des Staatsministeriums: Karl Freiherr von Weizsäcker (1906–1918)
      - Präsident des Staatsministeriums: Theodor Liesching (7. November 1918 – 9. November 1918)

- Deutschösterreich
  - Regierungschef: Staatskanzler Karl Renner (30. Oktober 1918–1920)

- Estland
  - Regierungschef: Ministerpräsident Konstantin Päts (24. Februar 1918–1919)

- Finnland
  - Regierungschef:
    - Staatsminister Pehr Evind Svinhufvud (1917–27. Mai 1918)
    - Staatsminister Juho Kusti Paasikivi (27. Mai–27. November 1918)
    - Staatsminister Lauri Ingman (27. November 1918–1919)

- Frankreich
  - Staatsoberhaupt: Präsident Raymond Poincaré (1913–1920)
  - Regierungschef: Präsident des Ministerrats Georges Clemenceau (1917–1920)

- Griechenland
  - Staatsoberhaupt: König Alexander I. (1917–1920)
  - Regierungschef: Ministerpräsident Eleftherios Venizelos (1917–1920)

- Italien
  - Staatsoberhaupt: König Viktor Emanuel III. (1900–1946)
  - Regierungschef: Ministerpräsident Vittorio Emanuele Orlando (1917–1919)

- Königreich der Serben, Kroaten und Slowenen (später Jugoslawien)
  - Staatsoberhaupt: König Peter I. (1. Dezember 1918–1921)
  - Regierungschef: Ministerpräsident Stojan Protić (1. Dezember 1918–1919)

- Lettland
  - Staatsoberhaupt: Präsident Jānis Čakste (18. November 1918–1927)
  - Regierungschef: Ministerpräsident Kārlis Ulmanis (18. November 1918–1921)

- Liechtenstein
  - Herrscher: Fürst Johann II. (1858–1929)

- Litauen
  - Regierungschef:
    - Ministerpräsident Augustinas Voldemaras (11. November–26. Dezember 1918)
    - Ministerpräsident Mykolas Sleževičius (26. Dezember 1918–1919)

- Luxemburg (besetzt)
  - Staatsoberhaupt: Großherzogin Maria-Adelheid (1912–1919)
  - Regierungschef:
    - Regierungspräsident Léon Kauffman (1917–1918)
    - Regierungspräsident Émile Reuter (1918–1925)

- Monaco
  - Staatsoberhaupt: Fürst: Albert I. (1889–1922)
  - Regierungschef:
    - Staatsminister Georges Jaloustre (Januar–Februar 1918)
    - Staatsminister Raymond Le Bourdon (19. Februar 1918–1923)

- Montenegro (besetzt)
  - Staatsoberhaupt: König Nikola I. Petrović-Njegoš (1860–1. Dezember 1918) (bis 1910 Fürst)
  - Militär-Generalgouverneur: Generalmajor Heinrich Graf Clam-Martinic (1917–11. November 1918)
  - Regierungschef: Ministerpräsident Evgenije Popovic (1917–1. Dezember 1918)

- Neutral-Moresnet (1915–1918 unter preußischer Verwaltung, 1918–1920 unter belgischer Verwaltung)
  - Staatsoberhaupt: König von Belgien Albert I. (1909–1915, 1918–1920)
    - Kommissar: Fernand Bleyfuesz (1889–1915, 1918–1920)

  - Staatsoberhaupt: König von Preußen Wilhelm II. (1888–1918)
    - Kommissar: Walter The Losen (1909–1918)

  - Bürgermeister:
    - Wilhelm Kyll (1915–1918)
    - Pierre Grignard (1918–1920)

- Niederlande
  - Staatsoberhaupt: Königin Wilhelmina (1890–1948)
  - Regierungschef:
    - Ministerpräsident Pieter Cort van der Linden (1913–9. September 1918)
    - Ministerpräsident Charles Ruijs de Beerenbrouck (9. September 1918–1925)

- Norwegen
  - Staatsoberhaupt: König Haakon VII. (1906–1957)
  - Regierungschef: Ministerpräsident Gunnar Knudsen (1913–1920)

- Osmanisches Reich (heute: Türkei)
  - Herrscher:
    - Sultan Mehmed V. (1909–3. Juli 1918)
    - Sultan Mehmed VI. (4. Juli 1918–1922)

  - Regierungschef:
    - Großwesir Mehmed Talat Pascha (1917–8. Oktober 1918)
    - Großwesir Ahmed İzzet Pascha (14. Oktober 1918–8. November 1918)
    - Großwesir Ahmed Tevfik Pascha (1918–10. März 1919 1920–1922)

- Österreich-Ungarn
  - Staatsoberhaupt: Kaiser Karl I. (1916–11. November 1918)
  - Regierungschef:
    - Ministerpräsident Ernst Ritter Seidler von Feuchtenegg (1917–25. Juli 1918)
    - Ministerpräsident Max Freiherr Hussarek von Heinlein (25. Juli–27. Oktober 1918)
    - Ministerpräsident Prof. Heinrich Lammasch (27. Oktober–11. November 1918)

- Polen
  - Staatsoberhaupt:
    - Präsident Józef Piłsudski (1918–1922)

  - Regierungschef: Ministerpräsident Jędrzej Moraczewski (18. November 1918–1919)

- Portugal
  - Staatsoberhaupt:
    - Präsident der revolutionären Junta Sidónio Pais (28. April–14. Dezember 1918)
    - (amtierend) João do Canto e Castro (16. Dezember 1918–1919)

  - Regierungschef:
    - Ministerpräsident  General Sidónio Pais (1917–14. Dezember 1918)
    - General João do Canto e Castro (14. Dezember–23. Dezember 1918)
    - General João Tamagnini de Sousa Barbosa (23. Dezember 1918–1919)

- Rumänien
  - Staatsoberhaupt: König Ferdinand I. (1914–1927)
  - Regierungschef:
    - Ministerpräsident Ion I. C. Brătianu (1914–9. Februar 1918)
    - Ministerpräsident Alexandru Averescu (9. Februar–15. März 1918)
    - Ministerpräsident Alexandru Marghiloman (15. März–24. Oktober 1918)
    - Ministerpräsident Constantin Coandă (24. Oktober–14. Dezember 1918)
    - Ministerpräsident Ion I. C. Brătianu (14. Dezember 1918–1919)

- Russland
  - Staatsoberhaupt: Vorsitzender des Gesamtrussischen Zentralexekutivkomitees Jakow Michailowitsch Swerdlow (1917–1919)
  - Regierungschef: Vorsitzender des Rats der Volkskommissare Wladimir Iljitsch Lenin (1917–1924)

- San Marino
  - Capitani Reggenti:
    - Angelo Manzoni Borghesi (1911–1912, 1917–1. April 1918, 1924, 1931, 1934–1935, 1940) und Giuseppe Balducci (1917–1. April 1918, 1922–1923)
    - Ferruccio Martelli (1914, 1. April 1918–1. Oktober 1918, 1945–1946, 1949) und Ermenegildo Mularoni (1. April 1918–1. Oktober 1918)
    - Protogene Belloni (1. Oktober 1918–1919) und Francesco Morri (1. Oktober 1918–1919, 1924–1925, 1928–1929, 1933, 1936–1937)

  - Regierungschef: 
    - Liste der Außenminister San Marinos Menetto Bonelli (1910–21. Januar 1918)
    - Außenminister Giuliano Gozi (30. Januar 1918–1943)

- Schweden
  - Staatsoberhaupt: König Gustav V. (1907–1950)
  - Regierungschef: Ministerpräsident Nils Edén (1917–1920)

- Schweiz[1]
  - Bundespräsident: Felix Calonder (1918)
  - Bundesrat:
    - Eduard Müller (1895–1919)
    - Giuseppe Motta (1911–1940)
    - Camille Decoppet (1912–1919)
    - Edmund Schulthess (1912–1935)
    - Felix Calonder (1913–1920)
    - Gustave Ador (1917–1919)
    - Robert Haab (1. Januar 1918–1929)

- Serbien (besetzt)
  - Staatsoberhaupt: König Peter I. (1903–1. Dezember 1918)
  - Regierungschef: Ministerpräsident Nikola Pašić (1912–1. Dezember 1918)

- Spanien
  - Staatsoberhaupt: König Alfons XIII. (1886–1941)
  - Regierungschef:
    - Regierungspräsident Manuel García Prieto (1917–22. März 1918)
    - Regierungspräsident Antonio Maura Montaner (22. März–9. November 1918)
    - Regierungspräsident Manuel García Prieto (9. November–5. Dezember 1918)
    - Regierungspräsident Álvaro Figueroa Torres (5. Dezember 1918–1919)

- Tschecho-Slowakei
  - Staatsoberhaupt: Präsident Tomáš Masaryk (14. November 1918–1935)
  - Regierungschef: Ministerpräsident Karel Kramář (14. November 1918–8. Juli 1919)

- Ukraine (besetzt April bis November)
  - Staats- und Regierungschef:
    - Präsident Mychajlo Hruschewskyj (1917–29. April 1918)
    - Hetman Pawlo Skoropadskyj (29. April–1. November 1918)
    - Präsident Wolodymyr Wynnytschenko (13. November 1918–1919)

- Ungarn
  - Staats- und Regierungschef: Präsident Graf Mihály Károlyi (16. November 1918–1919)

- Vereinigtes Königreich
  - Staatsoberhaupt: König Georg V. (1910–1936)
  - Regierungschef: Premierminister Earl David Lloyd George (1916–1922)

- Weißrussland
  - Staatsoberhaupt: Präsident Jan Sierada (25. März 1918–1919)